# 文豪とアルケミスト
『文豪とアルケミスト』（ぶんごうとあるけみすと）は、DMM GAMESより配信されているブラウザゲーム。2016年11月1日サービス開始。2017年6月14日にスマートフォンアプリ版（iOS、Android）が配信された。基本プレイ無料（アイテム課金制）。略称は「文アル」。

## ストーリー
近代風情の続く日本である時、文学書が全項黒く染まる異常事態が発生し、同時にそれらの文学書が始めからなかったかのように人々の記憶からも消えていった。「本の中の世界を破壊する侵蝕者」によりもたらされたこの災禍に対処すべく、「アルケミスト」と呼ばれる特殊能力者が国定図書館に派遣され、文学の力を知る「文豪」を転生させて敵を討伐することとなった。
このイントロダクションストーリーの後にプロローグ、メインストーリーそして月替わりのイベントによるストーリーなどが展開される。
舞台・テレビアニメ等のメディアミックス展開作品では、ゲームストーリーの再現や補完ではなくすべてゲームとは違うオリジナルストーリーが展開する。またストーリーの違いに伴って原作であるゲームストーリー内で明かされている各種設定（図書館の設定・有碍書の浄化方法・文豪の転生方法や存在の説明・侵蝕者のデザイン設定等）も媒体によってすべて違う独自の設定となっている。

## ゲームシステム
プレイヤーは「アルケミスト」として、実在する文豪をモデルにしたキャラクターを収集、強化し、敵と戦って勝利することを目標とする。
ゲーム開始時に、あらかじめ設定されている4名の文豪の中から一人選んで転生させることができ、さらにチュートリアル終了時に固定で1名獲得できる。それ以降は「潜書」を行うことで新たな文豪を獲得することができる。

### 潜書
「有碍書」
最大4名の文豪で「会派」を結成して敵に挑む。ステージ終了後に新たな文豪が転生することがある。
「封蔵書」
2019年6月14日より実装。システムは有碍書と同様。有碍書が国内文豪の本へ潜書するのに対し、こちらのステージは海外文豪の本に潜書する。
「有魂書」
有魂書と洋墨と呼ばれるアイテムを消費することで新たな文豪を転生させる。使用する洋墨の量が多いほどレアな文豪が転生しやすい。
2021年7月28日実施の大型アップデートで廃止。
「有装書」
2021年7月28日実施の大型アップデートより実装。アイテム「有装書」を消費することで、一部を除いた文豪、衣装、「装像」を入手することができる。
「紡の有魂書」
2021年11月1日より実装。アイテム「有魂書」を消費することで、様々なアイテムや回想を入手することができる。回想をすべて集め「覚醒ノ物語 終章」を浄化するとアイテム「覚醒ノ指環」が手に入る。

### 設備
便宜上ここでは設備としてまとめる。
「食堂」
文豪を「有碍書」に派遣して戦闘させると満腹度が下がるため、ここで食事をさせて満腹度を回復できる。特定の条件を満たすことで、会話イベントを見ることができる。
2021年7月28日実施の大型アップデートで満腹度システムとともに廃止。場所としての食堂は「散策」で訪れることができる。
「補修」
戦闘中に侵食（ダメージ）を受けた文豪を洋墨を消費することで治す。
2021年7月28日実施の大型アップデートで廃止。場所としての補修室は「散策」で訪れることができる。
「開花」
個々にスキルツリーが設定されており、スキルを強化することができる。また、特定のマスを開放するとボイスや衣装を入手できる。
「召装」
召装石、あるいはブラウザ版ではDMMP、アプリ版では帝國券を使うことで「装像」や限定衣装を入手できる。
「散策」
2017年8月9日より実装。金貨を消費して滞在する文豪に本など信頼度が上がる物を与えられる。信頼度が一定数に達すると回想が閲覧可能になったり、平服衣装や印章が手に入る。
2021年7月28日実施の大型アップデートで、場所としての食堂と補修室が追加された。

### 司書室
文豪一覧等が確認できるメニュー画面。司書室の内装を金貨を消費する事で変更できる「内装」、転生した文豪の数や資材最大保有数等が見られる「戦績」、転生した文豪と回想が見られる「図鑑」がある。
2021年7月28日実施の大型アップデートで「戦績」は「記録」内に入り、転生した文豪数の表示等は撤廃された。「図鑑」は実装された文豪すべてを掲載し、転生していなくても情報を見ることが出来るようになった。

## キャラクター

### 文豪
実在する文豪をモデルにした男性のキャラクター。期間限定で登場する文豪も存在する。サービス開始以降2019年5月までは長らく国内文豪のみがキャラクター実装されていたが、6月14日より海外文豪のキャラクター実装が開始された。
各文豪には武器が設定されている。サービス開始時点では刃、銃、弓、鞭の四種があり、それぞれに攻撃範囲などの特徴がある。2019年4月24日より、召装アイテムより一定の確率で入手できる指環機能が実装され、対象の文豪に装備させると武器種が変更できる。
| No. | キャラクター名         | 武器 | 派閥         | 声優         |
| --- | ---------------------- | ---- | ------------ | ------------ |
| 1   | 芥川龍之介             | 刃   | 新思潮       | 諏訪部順一   |
| 2   | 太宰治                 | 刃   | 無頼派       | 中村悠一     |
| 3   | 萩原朔太郎             | 銃   | 北原一門     | 野島健児     |
| 4   | 中原中也               | 銃   | なし         | 柿原徹也     |
| 5   | 泉鏡花                 | 刃   | 尾崎一門     | 神谷浩史     |
| 6   | 夏目漱石               | 刃   | 余裕派       | 鳥海浩輔     |
| 7   | 宮沢賢治               | 銃   | なし         | 代永翼       |
| 8   | 谷崎潤一郎             | 刃   | 新思潮       | 岡本信彦     |
| 9   | 永井荷風               | 弓   | 三田派       | 置鮎龍太郎   |
| 10  | 島崎藤村               | 弓   | なし         | 立花慎之介   |
| 11  | 田山花袋               | 弓   | なし         | 梶裕貴       |
| 12  | 志賀直哉               | 刃   | 白樺派       | 前野智昭     |
| 13  | 森鷗外                 | 刃   | 余裕派       | 大川透       |
| 14  | 川端康成               | 刃   | 新感覚派     | 関智一       |
| 15  | 北原白秋               | 銃   | 北原一門     | 花江夏樹     |
| 16  | 室生犀星               | 銃   | 北原一門     | 逢坂良太     |
| 17  | 梶井基次郎             | 刃   | 新興芸術派   | 杉山紀彰     |
| 18  | 広津和郎               | 刃   | なし         | 福山潤       |
| 19  | 武者小路実篤           | 刃   | 白樺派       | KENN         |
| 20  | 尾崎紅葉               | 鞭   | 尾崎一門     | 緑川光       |
| 21  | 坂口安吾               | 刃   | 無頼派       | 杉田智和     |
| 22  | 江戸川乱歩             | 鞭   | なし         | 斉藤壮馬     |
| 23  | 坪内逍遥               | 刃   | なし         | 関俊彦       |
| 24  | 二葉亭四迷             | 刃   | なし         | 安元洋貴     |
| 25  | 有島武郎               | 刃   | 白樺派       | 保志総一朗   |
| 26  | 佐藤春夫               | 刃   | 三田派       | 泰勇気       |
| 27  | 小林多喜二             | 刃   | プロレタリア | 小西克幸     |
| 28  | 井伏鱒二               | 刃   | 新興芸術派   | 武内駿輔     |
| 29  | 横光利一               | 刃   | 新感覚派     | 羽多野渉     |
| 30  | 織田作之助             | 刃   | 無頼派       | 小野坂昌也   |
| 31  | 堀辰雄                 | 刃   | 新興芸術派   | 髙橋孝治     |
| 32  | 中島敦                 | 刃   | なし         | 石川界人     |
| 33  | 小泉八雲               | 鞭   | なし         | 内田雄馬     |
| 34  | 正岡子規               | 銃   | 余裕派       | 白石稔       |
| 35  | 若山牧水               | 銃   | なし         | 宮下栄治     |
| 36  | 高村光太郎             | 銃   | 明星         | 森田成一     |
| 37  | 石川啄木               | 銃   | 明星         | 松岡禎丞     |
| 38  | 国木田独歩             | 弓   | なし         | 増田俊樹     |
| 39  | 幸田露伴               | 鞭   | なし         | 子安武人     |
| 40  | 松岡譲                 | 刃   | 新思潮       | 岸尾だいすけ |
| 41  | 吉川英治               | 鞭   | なし         | 阿座上洋平   |
| 42  | 山本有三               | 刃   | 新思潮       | 松本保典     |
| 43  | 久米正雄               | 刃   | 新思潮       | 吉野裕行     |
| 44  | 徳永直                 | 刃   | プロレタリア | 山下大輝     |
| 45  | 中野重治               | 刃   | プロレタリア | 赤羽根健治   |
| 46  | 岩野泡鳴               | 弓   | なし         | 林勇         |
| 47  | 正宗白鳥               | 弓   | なし         | 寺島拓篤     |
| 48  | 徳冨蘆花               | 鞭   | なし         | 古川慎       |
| 49  | 直木三十五             | 鞭   | なし         | 近藤隆       |
| 50  | 夢野久作               | 鞭   | なし         | 浪川大輔     |
| 51  | 中里介山               | 鞭   | なし         | 津田健次郎   |
| 52  | 菊池寛                 | 鞭   | 新思潮       | 三木眞一郎   |
| 53  | 伊藤左千夫             | 銃   | アララギ派   | 井口祐一     |
| 54  | 三木露風               | 銃   | 三田派       | 梶原岳人     |
| 55  | 三好達治               | 銃   | なし         | 寺島惇太     |
| 56  | 新美南吉               | 銃   | なし         | 村瀬歩       |
| 57  | 小川未明               | 銃   | なし         | 山本和臣     |
| 58  | 吉井勇                 | 銃   | 明星         | 佐藤拓也     |
| 59  | 種田山頭火             | 銃   | 層雲         | 阿部敦       |
| 60  | 尾崎放哉               | 銃   | 層雲         | 鈴木崚汰     |
| 61  | 山田美妙               | 鞭   | なし         | 小林裕介     |
| 62  | 鈴木三重吉             | 銃   | 夏目門下     | 米内佑希     |
| 63  | 内田百閒               | 鞭   | 夏目門下     | 八代拓       |
| 65  | 斎藤茂吉               | 銃   | アララギ派   | 櫻井孝宏     |
| 66  | 草野心平               | 銃   | なし         | 西山宏太朗   |
| 68  | 里見弴                 | 刃   | 白樺派       | 石田彰       |
| 69  | 大泉黒石               | 鞭   | なし         | 梅原裕一郎   |
| 70  | 折口信夫               | 銃   | なし         | 興津和幸     |
| 71  | 柳田國男               | 銃   | なし         | 小野大輔     |
| 72  | 島田清次郎             | 鞭   | なし         | 白井悠介     |
| 73  | 檀一雄                 | 刃   | 無頼派       | 小野友樹     |
| 74  | 高浜虚子               | 銃   | 正岡一門     | 鈴木達央     |
| 75  | 河東碧梧桐             | 銃   | 正岡一門     | 島﨑信長     |
| 76  | 与謝野鉄幹             | 銃   | 明星         | 小林親弘     |
| 77  | 北村透谷               | 銃   | なし         | 天﨑滉平     |
| 78  | 徳田秋声               | 弓   | 尾崎一門     | 渡辺拓海     |
| 79  | トルストイ             | 鞭   | ロシア       | 下野紘       |
| 80  | ドストエフスキー       | 刃   | ロシア       | 森川智之     |
| 82  | ゲーテ                 | 弓   | ドイツ       | 井上和彦     |
| 83  | ボードレール           | 銃   | フランス     | 木村良平     |
| 84  | ランボー               | 銃   | フランス     | 小林千晃     |
| 85  | ヘミングウェイ         | 鞭   | アメリカ     | 黒田崇矢     |
| 86  | フィッツジェラルド     | 刃   | アメリカ     | 駒田航       |
| 87  | エドガー・アラン・ポー | 鞭   | アメリカ     | 伊藤健太郎   |
| 88  | ラヴクラフト           | 鞭   | アメリカ     | 村上聡       |
| 89  | コナン・ドイル         | 鞭   | イギリス     | 三上哲       |
| 90  | ルイス・キャロル       | 銃   | イギリス     | 蒼井翔太     |

### NPC
ノンプレイヤーキャラクターは、イベントの回想などに登場するほか、特務司書宛てに手紙を送ってくることもある。
| キャラクター名           | 声優       | 備考 |
| ------------------------ | ---------- | --- |
| 館長                     | 綱島郷太郎 | 帝國図書館職員。 |
| ネコ                     | 大河元気   | 帝國図書館職員。 |
| アカ                     | 市川太一   | 帝國図書館職員。 |
| アオ                     | 井上雄貴   | 帝國図書館職員。 |
| ファウスト               |            | 侵蝕現象を錬金術で封印し、封蔵書とすることによって侵蝕から守る、結社のアルケミスト。意思を持つ侵蝕者（ミメシス）が『不思議の国のアリス』の封印を破ったことが契機となり、帝國図書館に封蔵書を持ち込む。                                     |
| エドワード・エルリック   | 朴璐美     | 『鋼の錬金術師 FULLMETAL ALCHEMIST』コラボレーションイベント「文豪ト錬金術師 -賢者ノ石ノ製法ヲ探求セヨ-」にて登場。 |
| アルフォンス・エルリック | 釘宮理恵   | 『鋼の錬金術師 FULLMETAL ALCHEMIST』コラボレーションイベント「文豪ト錬金術師 -賢者ノ石ノ製法ヲ探求セヨ-」にて登場。 |
| ナレーション             | 下山吉光   | 『鋼の錬金術師 FULLMETAL ALCHEMIST』コラボレーションイベント「文豪ト錬金術師 -賢者ノ石ノ製法ヲ探求セヨ-」にて登場。 |
| 伊達政宗                 | 中井和哉   | 『戦国BASARA』コラボレーションイベントにて登場。 |
| 真田幸村                 | 保志総一朗 | 『戦国BASARA』コラボレーションイベントにて登場。 |
| ハワード                 |            | 封蔵書イベント『異境秘録「アッシャー家の崩壊」ヲ浄化セヨ』にて登場。 イベント終了後、有魂書イベント『転生研究「ラヴクラフト」』にてラヴクラフトとして文豪キャラクターとして実装。NPCがプレイヤーキャラクターとして実装されるのは初となる。 |

## 開発
本作の企画の立案は谷口晃平によるものであり、「歴史を題材としたゲームをこれまで作ってきたので、次は文学に関するゲームを作りたい」と考えたことが本作を作るきっかけとなったと、ファミ通とのインタビューで振り返っている。
当初は文学作品のキャラクターを登場させることを考えていたが、イシイジロウの提案により、文豪を出すということに決まり、イシイが示した方向性を基に谷口らがキャラクターの設定を組み立てていくという手法がとられた。イシイはファミ通とのインタビューのなかで、「谷口らがキャラクターが文豪を直接名乗るか否かについて悩んでいた」と述べており、小説の登場人物をゲームキャラクター化するのも新しいが、イシイは文豪本人を見てみたいと考えていたので、少し変えてもいいから文豪本人を直接出してほしいと頼んだと振り返っている。
音楽はノイジークロークの代表取締役である坂本英城が担当しており、坂本の妻がDMM GAMESの作品のファンであることがきっかけで本作にかかわったと谷口はインタビューの中で述べている。
2024年4月30日、合同会社EXNOAから株式会社クリーク・アンド・リバー社に開発と運営を移管することを発表した。谷口をはじめとしたスタッフは同社に移籍し、引き続き開発と運営を行っていくとした。

### キャラクター設定
キャラクターのデザインはイラストレーター1人とディレクター3人で手掛けており、登場する文豪にはなるべく自身が書いた本を持たせるように設定している。キャスティングもキャラクターの関係性を基にしたものとなっており、たとえば太宰治の声は中村悠一が担当しており、太宰と実際に親しい関係にあった坂口安吾の声は中村と親しい関係にあることで知られる杉田智和が担当した。また、芥川龍之介の役は、谷口の推薦により諏訪部順一が選ばれた。
当初谷口は個性の強い声優では掛け合いをする中で違和感が出てくるのではないかという懸念を抱いていたため、人気声優の採用は10人程度にしようと考えていたが、イシイから全員人気声優に声を当ててもらうようにと言われて実践した結果、実際の文豪も個性の強い人物だったため、声優の個性のぶつかり合いが面白く感じるほどだったと、インタビューの中で振り返っている。

## 評価・反響
本作のプロデューサーである谷口は前述のインタビューの中でインターネットでの反響が予想以上に大きく、好意的に受け止めてくれる文学館も多かったと述べており、文豪が手にしている書籍を調べ上げるユーザーもいると話した。イシイも自身に声をかけた者の反応から、代表作として認知されていると感じているとインタビューの中で述べている。
翻訳家で青空文庫にも関わる大久保ゆうは、自身のツイッターで、「文アル」の影響なのかわからないが、青空文庫の収録が少なかった作家の作品が、最近少しずつ新たに作業されるようになってきていると報告した。NHKのニュースサイトでは、青空文庫で北原白秋に連なる作家などこれまで少なかった作品の入力・校正が増え始めた背景に「文豪とアルケミスト」の影響があること、作家の文学館を訪れる若い女性が増えたこと、ゲームのユーザーが青空文庫を読み、入力ボランティアをはじめていることを報じた。
日本共産党機関紙「しんぶん赤旗」は、本作の名前を直接出すことは避けたものの、「ネットゲームを通じて小林多喜二に興味を持つ人が増えている」と報じた。それに対し、ネットでは「多喜二を政治利用するな」「多喜二が左翼だって知ってるのは左翼だけ」などの声を上げるユーザーが現れ炎上した。しかし、リテラはこの反応について、「多喜二という作家と政治性は切り離しようがない。彼の作品群はその政治思想と活動のなかから生み出されたものであり、その政治性は、どう考えても作品群、そして多喜二自身のコアの部分だ。そこを取り上げたから『政治利用だ』などというのは、逆に小林多喜二という作家を愚弄する言動だろう」と評し、さらに「DMMが主張する『政治色の強い媒体へのゲーム・名称・個人のイラスト等の掲載はいかなる場合も許諾しない』という主張は筋が通らない。というのも、DMMは現在、靖国神社が関わるイベントと『刀剣乱舞』をコラボさせ問題となっているからだ」と、DMMのダブルスタンダードな運営を批判した。

## 関連商品

### CD

#### サウンドトラック
| 発売日         | タイトル                              | 発売元                   | 規格品番                                                                        | 最高位 |
| -------------- | ------------------------------------- | ------------------------ | ------------------------------------------------------------------------------- | ------ |
| 2017年5月31日  | 文豪とアルケミスト 劇伴音樂集         | ノイジークロークレコーズ | NCRS-0018                                                                       | 16位   |
| 2017年12月20日 | 文豪とアルケミスト ピアノ独奏音樂集   | ノイジークロークレコーズ | NCRS-0021                                                                       | 78位   |
| 2018年11月28日 | 文豪とアルケミスト オーケストラ演奏會 | ノイジークロークレコーズ | NCRS-0022                                                                       | 121位  |
| 2023年1月下旬  | 文豪とアルケミスト 音樂大全集         | ノイジークロークレコーズ | NCRS 0027 NCRS 0028 NCRS 0029 NCRS 0030 NCRS 0031 NCRS 0032 NCRS 0033 NCRS 0034 | 対象外 |

#### 朗読
| 発売日         | タイトル                                       | 発売元               | 規格品番  | 最高位 |
| -------------- | ---------------------------------------------- | -------------------- | --------- | ------ |
| 2017年11月29日 | 文豪とアルケミスト 朗読CD 第1弾「中原中也」    | フロンティアワークス | FFCG-0065 | 46位   |
| 2017年11月29日 | 文豪とアルケミスト 朗読CD 第2弾「高村光太郎」  | フロンティアワークス | FFCG-0066 | 49位   |
| 2017年11月29日 | 文豪とアルケミスト 朗読CD 第3弾「宮沢賢治」    | フロンティアワークス | FFCG-0067 | 57位   |
| 2018年10月24日 | 文豪とアルケミスト 朗読CD 第4弾「萩原朔太郎」  | フロンティアワークス | FFCG-0100 | 91位   |
| 2018年10月24日 | 文豪とアルケミスト 朗読CD 第5弾「室生犀星」    | フロンティアワークス | FFCG-0101 | 93位   |
| 2018年10月24日 | 文豪とアルケミスト 朗読CD 第6弾「北原白秋」    | フロンティアワークス | FFCG-0102 | 79位   |
| 2019年5月29日  | 文豪とアルケミスト 朗読CD 第7弾「江戸川乱歩」  | フロンティアワークス | FFCG-0107 | 44位   |
| 2019年5月29日  | 文豪とアルケミスト 朗読CD 第8弾「小泉八雲」    | フロンティアワークス | FFCG-0108 | 59位   |
| 2019年5月29日  | 文豪とアルケミスト 朗読CD 第9弾「夢野久作」    | フロンティアワークス | FFCG-0109 | 54位   |
| 2020年3月25日  | 文豪とアルケミスト 朗読CD 第10弾「川端康成」   | フロンティアワークス | FFCG-0132 | 74位   |
| 2020年3月25日  | 文豪とアルケミスト 朗読CD 第11弾「横光利一」   | フロンティアワークス | FFCG-0133 | 79位   |
| 2020年3月25日  | 文豪とアルケミスト 朗読CD 第12弾「菊池寛」     | フロンティアワークス | FFCG-0134 | 71位   |
| 2021年4月28日  | 文豪とアルケミスト 朗読CD 第13弾「芥川龍之介」 | フロンティアワークス | FFCG-0142 | 138位  |
| 2021年4月28日  | 文豪とアルケミスト 朗読CD 第14弾「中島敦」     | フロンティアワークス | FFCG-0143 | 182位  |
| 2021年4月28日  | 文豪とアルケミスト 朗読CD 第15弾「梶井基次郎」 | フロンティアワークス | FFCG-0144 | 163位  |
| 2021年10月27日 | 文豪とアルケミスト 朗読CD 第16弾「夏目漱石」   | フロンティアワークス | FFCG-0194 | 142位  |
| 2021年10月27日 | 文豪とアルケミスト 朗読CD 第17弾「新美南吉」   | フロンティアワークス | FFCG-0195 | 139位  |
| 2021年10月27日 | 文豪とアルケミスト 朗読CD 第18弾「井伏鱒二」   | フロンティアワークス | FFCG-0196 | 141位  |
| 2022年6月29日  | 文豪とアルケミスト 朗読CD 第19弾「谷崎潤一郎」 | フロンティアワークス | FFCG-0202 | 88位   |
| 2022年6月29日  | 文豪とアルケミスト 朗読CD 第20弾「永井荷風」   | フロンティアワークス | FFCG-0203 | 89位   |
| 2022年6月29日  | 文豪とアルケミスト 朗読CD 第21弾「佐藤春夫」   | フロンティアワークス | FFCG-0204 | 85位   |

### 書籍
キャラクターブック
- 文豪とアルケミスト オフィシャルキャラクターブック（2017年1月25日発売、一迅社、ISBN 978-4-7580-1535-6）
- 文豪とアルケミスト オフィシャルキャラクターブック 改（2018年9月1日発売、一迅社、ISBN 978-4-7580-1618-6）
- 文豪とアルケミスト オフィシャルキャラクターブック 紡（2019年11月1日発売、一迅社、ISBN 978-4-7580-1667-4）

アンソロジーコミック
- 文豪とアルケミスト コミックアンソロジー（2017年6月15日発売、一迅社、ISBN 978-4-7580-0948-5）
- 文豪とアルケミスト コミックアンソロジー VOL.2（2017年11月25日発売、一迅社、ISBN 978-4-7580-0970-6）
- 文豪とアルケミスト コミックアンソロジー VOL.3（2018年4月25日発売、一迅社、ISBN 978-4-7580-0985-0）
- 文豪とアルケミスト コミックアンソロジー VOL.4（2018年10月25日発売、一迅社、ISBN 978-4-7580-2015-2）

文学全集
- 「文豪とアルケミスト」文学全集（2017年10月31日発売、新潮社、ISBN 978-4-10-304872-5）
- 「文豪とアルケミスト」文学全集 第二期（2018年10月31日発売、新潮社、ISBN 978-4-1030-4873-2）

資料集
- 帝國図書館極秘資料集 -文豪とアルケミスト1周年記念読本-（2017年11月1日発売、KADOKAWA、ISBN 978-4047-33272-0）
- 帝國図書館極秘資料集 弐 -文豪とアルケミスト活動録-（2019年3月30日発売、KADOKAWA、ISBN 978-4-0473-3383-3）
- 帝國図書館極秘資料集 参 -文豪とアルケミスト変遷録-（2020年3月18日発売、KADOKAWA、ISBN 978-4-0473-3457-1)

楽譜
- 文豪とアルケミスト ピアノ独奏音樂譜（2018年1月31日発売、ノイジークローク、ISBN 978-4-9909-9620-8）

ファンブック
- 文豪とアルケミスト ごはん帖（2018年2月2日発売、一迅社、ISBN 978-4-7580-1586-8）

タウンガイド
- 文豪とアルケミストぴあ ゆかりの地めぐり（2018年3月7日発売、ぴあ、ISBN 978-4-8356-3342-8）

小説
- 顔のない天才 文豪とアルケミスト ノベライズ case芥川龍之介（著：河端ジュン一、2019年8月1日発売、新潮社、ISBN 978-4-10-180160-5）
- 不終の怪談 文豪とアルケミスト ノベライズ case小泉八雲（著：矢野隆、2020年2月1日、新潮社、ISBN 978-4-10-180183-4）
- ＴＶアニメ「文豪とアルケミスト 〜審判ノ歯車〜」ノベライズ 上（シリーズ構成・脚本：熊谷純、著：市瀬まゆ、小学館、2020年7月17日発売、ISBN 978-4-0938-6580-7）
- ＴＶアニメ「文豪とアルケミスト 〜審判ノ歯車〜」ノベライズ 下（シリーズ構成・脚本：熊谷純、著：市瀬まゆ、小学館、2020年9月18日発売、ISBN 978-4-0938-6581-4）
- 君に勧む杯  文豪とアルケミスト ノベライズ case井伏鱒二（著：仁木英之、2022年2月1日発売、新潮社、ISBN 978-4-10-180231-2）
- 可能性の怪物  文豪とアルケミスト短編集（著：河端ジュン一、2024年3月28日発売、新潮社、ISBN 978-4-10-180283-1）

戯曲本
- 舞台「文豪とアルケミスト 余計者ノ挽歌」 戯曲ノ書（監修：舞台「文豪とアルケミスト」製作委員会、2020年9月10日発売、小学館、ISBN 978-4-0938-8786-1）
- 舞台「文豪とアルケミスト 異端者ノ円舞」 戯曲ノ書（監修：舞台「文豪とアルケミスト」製作委員会、2020年9月10日発売、小学館、ISBN 978-4-0938-8787-8）

美術大全集
- 文豪とアルケミスト 美術大全集 其ノ壱（2022年8月26日発売、一二三書房、ISBN 978-4-89199-833-2）
- 文豪とアルケミスト 美術大全集 其ノ弐（2022年8月26日発売、一二三書房、ISBN 978-4-89199-834-9）
- 文豪とアルケミスト 美術大全集 其ノ参（2022年9月27日発売、一二三書房、ISBN 978-4-89199-835-6）
- 文豪とアルケミスト 美術大全集 其ノ肆（2022年9月27日発売、一二三書房、ISBN 978-4-89199-854-7）
- 文豪とアルケミスト 美術大全集 其ノ伍（2024年11月20日発売、一二三書房、ISBN 978-4-8242-0317-5）
  - 『ティームストア特装版』(2024年11月20日発売、一二三書房、ISBN 978-4-8242-0317-5)

## 舞台
公式略称は「文劇」。公演順にナンバリングされ「文劇○」（○に数字が入る）と略される。

### 公演リスト
『文豪とアルケミスト 余計者ノ挽歌（エレジー）』
2019年2月21日から2月28日に東京・シアター1010、3月9日から3月10日に京都・京都劇場で上演。脚本をなるせゆうせい、演出を吉谷光太郎が手がける。
『文豪とアルケミスト 異端者ノ円舞（ワルツ）』
2019年12月27日から12月29日に大阪・森ノ宮ピロティホール、1月8日から1月13日に東京・品川プリンスホテル ステラボールで上演。
『文豪とアルケミスト 綴リ人ノ輪唱（カノン）』
2020年9月12日から9月22日に東京・品川プリンスホテル ステラボール、9月25日から9月27日に京都・京都劇場で上演。当初は9月10日から予定されていたが、関係者の新型コロナウイルス感染症の影響による稽古時間の不足を補うため中止になり、代わりに休演日だった18日に追加公演を行った。
『文豪とアルケミスト 捻クレ者ノ独唱（アリア）』
2022年2月3日から2月6日に東京・シアター1010、2月19日・20日に大阪・森ノ宮ピロティホールで上演された。当初は2022年2月3日から13日に東京・シアター1010、2月18日から20日に大阪・森ノ宮ピロティホールで上演だったが、関係者の新型コロナウイルス感染症の影響により、東京公演の2月8日から18日までの公演と2月18日の大阪公演が中止となった。また、アンサンブルキャストが一部変更となった。
『文豪とアルケミスト 嘆キ人ノ廻旋（ロンド）』
2022年9月2日から11日に東京・品川プリンスホテル ステラボール、9月17日から19日に大阪・森ノ宮ピロティホールで上演。
『文豪とアルケミスト 戯作者ノ奏鳴曲（ソナタ）』
2023年2月17日から26日に東京・品川プリンスホテル ステラボール、3月3日から5日に大阪・森ノ宮ピロティホールで上演。
『文豪とアルケミスト 旗手達ノ協奏（デュエット）』
2024年6月6日から16日に東京・シアターH、6月21日から23日に京都・京都劇場で上演。
東京公演はシアターHのこけら落とし公演となった。また、6月8日夜公演で文劇シリーズ通算100公演目となった。
『文豪とアルケミスト 紡グ者ノ序曲（プレリュード）』
2025年5月1日から11日に、東京・IMM THEATER、5月17日・18日に京都・京都劇場で上演。

### キャスト
文豪とアルケミスト 余計者ノ挽歌 （エレジー）
- 太宰治 - 平野良
- 織田作之助 - 陳内将
- 坂口安吾 - 小坂涼太郎
- 佐藤春夫 - 小南光司
- 中原中也 - 深澤大河
- 志賀直哉 - 谷佳樹
- 武者小路実篤 - 杉江大志
- 江戸川乱歩 - 和合真一
- 芥川龍之介 - 久保田秀敏
- アンサンブル - 佐藤優次、池田謙信、澤邊寧央、多田滉、稲田京也、町田尚規、鈴木祐大、轟大輝

文豪とアルケミスト 異端者ノ円舞 （ワルツ）
- 志賀直哉 - 谷佳樹
- 武者小路実篤 - 杉江大志
- 有島武郎 - 杉山真宏（JBアナザーズ）
- 坂口安吾 - 小坂涼太郎
- 国木田独歩 - 斉藤秀翼
- 島崎藤村 - 小西成弥
- 萩原朔太郎 - 三津谷亮
- 芥川龍之介 - 久保田秀敏
- アンサンブル - 佐藤優次、仲田祥司、町田尚規、多田滉、船橋拓幹、acre、山口渓、山内大輔

文豪とアルケミスト 綴リ人ノ輪唱（カノン）
- 太宰治 - 平野良
- 北原白秋 - 佐藤永典
- 萩原朔太郎 - 三津谷亮
- 室生犀星- 椎名鯛造
- 中原中也 - 深澤大河
- 江戸川乱歩 - 和合真一
- 芥川龍之介 - 久保田秀敏
- 館長 - 吉田メタル
- アンサンブル - 佐藤優次、仲田祥司、町田尚規、多田滉、山口渓、田中慶、山内涼平、海本博章

文豪とアルケミスト 捻クレ者ノ独唱（アリア）
- 徳田秋声 - 赤澤遼太郎
- 泉鏡花 - 山﨑晶吾
- 佐藤春夫 - 小南光司
- 国木田独歩 - 斉藤秀翼
- 川端康成 - 正木郁
- 里見弴 - 澤邊寧央
- 尾崎紅葉 - 玉城裕規
- 太宰治 - 平野良
- アンサンブル - 仲田祥司（2月6日公演まで）、町田尚規、多田滉、山口渓、田中慶（2月6日公演まで）、田ノ中亮資、平澤佑樹、安久真修（2月6日公演まで）
- 2月19日公演以降代役アンサンブル - 吉田邑樹、轟大輝、松崎友洸

文豪とアルケミスト 嘆キ人ノ廻旋（ロンド）
- 芥川龍之介 - 久保田秀敏
- 菊池寛 - 岩城直弥
- 江戸川乱歩 - 和合真一
- 室生犀星 - 椎名鯛造
- エドガー・アラン・ポー - 鷲尾修斗
- ハワード・P・ラヴクラフト - 小林涼
- 夏目漱石 - 寿里
- 久米正雄 - 安里勇哉（TOKYO流星群）
- アンサンブル - 佐藤優次、仲田祥司、町田尚規、多田滉、山口渓、田中慶、平澤佑樹、松崎友洸

文豪とアルケミスト 戯作者ノ奏鳴曲（ソナタ）
- 織田作之助 - 陳内将
- 檀一雄 - 赤澤燈
- 坂口安吾 - 小坂涼太郎
- 北原白秋 - 佐藤永典
- 中野重治 - MAHIRO（BUGVEL）
- 徳永直 - 反橋宗一郎
- 草野心平 - 佐野真白
- アンサンブル - 仲田祥司、町田尚規、多田滉、山口渓、田中慶、平澤佑樹、安久真修、丸山武蔵

文豪とアルケミスト 旗手達ノ協奏（デュエット）
- 志賀直哉 - 谷佳樹
- 武者小路実篤 - 杉江大志
- 有島武郎 - 杉咲真広 (旧名：杉山真宏)
- 里見弴 - 澤邊寧央
- 石川啄木 - 櫻井圭登
- 高村光太郎 - 松井勇歩
- 広津和郎 - 新正俊
- 小林多喜二 - 泰江和明
- アンサンブル - 町田尚規、多田滉、山口渓、田中慶、石澤友規、松崎友洸、山田隼人、杉山湧哉
- スウィング - 大嶌幸太

文豪とアルケミスト 紡グ者ノ序曲（プレリュード）
- 北原白秋 - 佐藤永典
- 石川啄木 - 櫻井圭登
- 高村光太郎 - 松井勇歩
- 久米正雄 - 安里勇哉（TOKYO流星群）
- 直木三十五 - 北村健人
- 小泉八雲 - 林光哲
- ファウスト - 原貴和
- 青年 - 松村龍之介
- 芥川龍之介 - 久保田秀敏（声の出演）
- 夏目漱石 - 寿里（声の出演）
- 館長 - 吉田メタル（声の出演）
- アンサンブル - 町田尚規、山口渓、田中慶、佐藤優次、安久真修、松崎友洸、丸山武蔵、小川蓮

### 主題歌
「光ノ先へ」
ROUによる「余計者ノ挽歌（エレジー）」オープニングテーマ。作詞は吉谷光太郎、作曲はtak。
「白き美しき世界へ」
ROUによる「異端者ノ円舞（ワルツ）」オープニングテーマ。作詞は吉谷光太郎、作曲はtak。
「魂となりて」
ROUによる「綴リ人ノ輪唱（カノン）」オープニングテーマ。作詞は吉谷光太郎、作曲はtak。
「継木」
ROUによる「捻クレ者ノ独唱（アリア）」オープニングテーマ。作詞は吉谷晃太朗、作曲はtak。
「滅ぼせ我が身を」
ROUによる「嘆キ人ノ廻旋（ロンド）」オープニングテーマ。作詞は吉谷晃太朗、作曲は伊真吾（OVERCOME MUSIC） 。
「Bright Heart」
ROUによる「戯作者ノ奏鳴曲（ソナタ）」オープニングテーマ。作詞は吉谷晃太朗、作曲は伊真吾（OVERCOME MUSIC） 。
「疾風」
ROUによる「旗手達ノ協奏（デュエット）」オープニングテーマ。作詞は吉谷晃太朗、作曲は伊真吾（OVERCOME MUSIC） 。
「この道、夢ノ空へ」
ROUによる「紡グ者ノ序曲（プレリュード）」オープニングテーマ。作詞は吉谷晃太朗、作曲は伊真吾（OVERCOME MUSIC） 。

### スタッフ
- 原作 -「文豪とアルケミスト」 DMM GAMES[58]
- 監修 - DMM GAMES（「戯作者ノ奏鳴曲（ソナタ）」まで）
クリーク・アンド・リバー社（「旗手達ノ協奏（デュエット）」から）
- 世界観監修 - イシイジロウ[58]
- 脚本 - なるせゆうせい
- 演出 - 吉谷光太郎 ※「捻クレ者ノ独唱（アリア）」以降は「吉谷晃太朗」名義。
- 音楽 - 坂本英城(ノイジークローク)・tak
- 振付 - MAMORU
- アクション - 奥住英明(T.P.O.office)　※「異端者ノ円舞（ワルツ）」ではアクション監修 - 奥住英明(T.P.O.office)　アクション指導 - 藤澤アニキ
- 制作 - ポリゴンマジック
- 主催 - 舞台「文豪とアルケミスト」製作委員会

## 関連イベント
公式イベントとしては、池袋ニコ生本社にて公式ニコ生放送を定期的に開催している。一般観覧者を招待制で募集し、公開生放送形式で配信している。イベントには出演声優がゲストとして出演し、トークや公開生アフレコが行われるほか、ゲームの最新情報が発表される。
|         | 開催日        | ゲスト                                  | 備考 |
| ------- | ------------- | --------------------------------------- | --- |
| 第1回   | 2016年10月3日 | 野島健児 代永翼                         | ブラウザ版事前登録開始記念 |
| 第2回   | 2016年11月5日 | KENN 野島健児 森田成一                  | ブラウザ版リリース記念 |
| 第3回   | 2017年5月6日  | 小野坂昌也 村瀬歩 渡辺拓海              | アプリ版事前登録開始記念 |
| 第4回   | 2017年6月20日 | 赤羽根健治 小西克幸 鳥海浩輔 諏訪部順一 | アプリ版リリース記念 |
| AGF企画 | 2017年11月3日 | 赤羽根健治 寺島惇太                     | リリース1周年記念 AGF2017における池袋サンシャインシティ噴水広場ステージからの生中継                                                    |
| 第5回   | 2018年11月1日 | 置鮎龍太郎 立花慎之介 寺島惇太          | リリース2周年記念 |
| AJ企画  | 2019年3月23日 | 村瀬歩 山本和臣                         | AnimeJapan 2019における東京ビッグサイト特設ブースからの生中継 従来の公式ニコ生放送ではなく、PeriscopeとYouTubeでのライブ配信が行われた |

その他、企画イベントも開催されている。2018年8月19日にはAetas企画・主催・制作によるゲーム音楽コンサート『Music 4Gamer』シリーズの第3弾として、『Music 4Gamer #3 「文豪とアルケミスト」オーケストラコンサート』がサントリーホールにて開催された。東京交響楽団、東響コーラス、ヴァイオリニストの松原まりの演奏に加え、幕間には朗読とトークコーナーにて小野坂昌也、小西克幸、野島健児が出演した。
2019年8月24日には朗読イベント『文豪とアルケミスト 文士劇 夏夜怪綺談』が日本教育会館一ツ橋ホールにて開催された。5月29日に朗読CDの第7〜9弾が発売されたことを記念して行われたもので、朗読とトークコーナーにて浪川大輔、斉藤壮馬、内田雄馬、野島健児が出演した。
2022年10月9日には朗読イベント第2弾『文豪とアルケミスト　錦秋文士劇』が日本教育会館一ツ橋ホールにて開催された。昼の部「潜書編」と夜の部「談論編」に分けて開催され、潜書編では諏訪部順一と三木眞一郎、談論編では渡辺拓海と白井悠介がそれぞれ出演した。

## コラボレーション・タイアップ企画
作中の文豪と縁のある記念館と公式コラボレーション企画を行っている。
- 武者小路実篤記念館（東京都調布市）とのコラボレーション企画が2017年8月2日から8月27日の期間に開催された。開催中には武者小路実篤の声優を担当したKENNによる詩の朗読の放送や、コラボグッズの販売、登場キャラクターの等身大パネルの展示などが行われた[73]。また、2018年11月3日から12月9日にかけて、2度目のコラボレーション企画が実施された[74]。
- 菊池寛記念館（香川県高松市）とのコラボレーション企画が2017年9月16日から10月22日の期間に開催された。開催中には特別展示や登場キャラクターの等身大パネルの展示が行われた[75]。また、2018年11月20日から12月26日にかけて、2度目のコラボレーション企画を実施された[76]。
- 2017年10月31日、新潮社とDMM GAMESは都内で記者発表会を行い、新潮社による各種コラボレーションを発表した。発表会では太宰治、谷崎潤一郎らの生原稿が紹介され、アンソロジー書籍「『文豪とアルケミスト』文学全集」の発売や新潮文庫の文学作品6タイトルの限定コラボカバーが公表された[77]。また、11月22日から26日にかけて「文豪たちと新潮社」展が神楽坂「la kagu」で行われた。会場には新潮社ゆかりの文豪の新発見資料が文豪とアルケミストに登場する文豪たちのパネルとともに展示された[78]。
- 石川県金沢市と金沢文化振興財団主催による観光スタンプラリータイアップ企画「金沢三文豪×文豪とアルケミスト」が2018年3月3日から3月31日まで開催された。徳田秋聲記念館、室生犀星記念館、泉鏡花記念館の3ヶ所を会場とし、記念品として描きおろしポストカードとゲーム内で使用できるアイテムおよび内装が配布された[79]。
- スイーツパラダイスとのコラボレーションによるコラボカフェが上野ABAB店、町田モディ店、四条河原町店の3店舗にて2018年6月から7月にかけて開催された。会期中はコラボメニューの提供やコラボグッズの販売が行われた[80]。
- 市立小樽文学館（北海道小樽市）とのタイアップ企画が2018年8月4日から10月28日まで開催された。開催中には特別展示や登場キャラクターのパネルの展示が行われた[81]。
- 観光スタンプラリー「おおいそめぐり 2018 スタンプラリー」（神奈川県中郡大磯町）とのタイアップ企画が2018年9月28日から10月28日まで開催された。島崎藤村ゆかりの地を巡る趣旨のもと、旧島崎藤村邸や鴫立庵などに登場キャラクターのパネルの展示が行われるほか、記念品としてキャラクターのしおりが配布された[82]。
- 富士ソフト開発のはがき作成ソフトウェア「筆ぐるめ」とのコラボレーションによるPC向けソフト「筆ぐるめ 26 年賀状×文豪とアルケミスト」が2018年11月1日から2019年1月15日まで期間限定で配信された。キャラクターを使用したデザインプレートを収録しているほか、購入特典として限定内装のシリアルコードが付属する[83]。
- 新宿区とのタイアップイベントが2019年7月30日から9月8日まで開催された。新宿区立漱石山房記念館と新宿歴史博物館を会場とし、特設展の開催と描き下ろしパネルの展示が行われた。また、両施設でスタンプを集めると記念品としてクリアファイルが、アンケートに回答すると缶バッジが、それぞれ配布された。
- カフェコムサとのコラボレーションによるコラボカフェが全国7店舗にて2019年8月から9月にかけて開催された。会期中はキャラクターをイメージしたケーキとドリンクセットの提供やコラボグッズの販売が行われた。
- さいたま文学館（埼玉県桶川市）とのタイアップ企画「太宰治と埼玉の文豪展」が2020年1月18日から2月28日まで開催された。開催中には特別展示や登場キャラクターの等身大パネルの展示、併設のカフェでのコラボドリンクの提供、限定缶バッジの販売などが行われたほか、記念品としてポストカードが、アンケートに回答すると特製しおりが、それぞれ配布された。また、1月26日には記念トークイベント「文学・文豪を後世に伝えていくこと」が館内文学ホールにて行われ、プロデューサーの谷口晃平らが登壇した。当初開催期間は3月8日までの予定だったが、1月に発生した新型コロナウイルスの感染拡大防止策として展示室が3月16日まで休室となったため、2月28日をもって企画自体が打ち切りとなった。

## テレビアニメ
2020年4月から8月までテレビ東京ほかにて『文豪とアルケミスト 〜審判ノ歯車〜』のタイトルで放送された。
新型コロナウィルスの影響で4月24日、5月1日両日は第2話・第3話の再放送となった。

### スタッフ
- 原作 - DMM GAMES[58]
- 世界観監修 - イシイジロウ[58]
- 監督 - 渡部穏寛[58]
- 監督補佐 - 久慈悟郎
- シリーズ構成・脚本 - 熊谷純[58]
- キャラクターデザイン - 中嶋敦子[58]
- プロップデザイン - 佐藤和巳
- 美術監督 - 緒続学[85]
- 美術設定 - 白石誠
- 色彩設計 - 西栄子[85]
- 撮影監督 - 千葉秀樹[85]
- 編集 - 本田優規[85]
- 3DCGディレクター - 鈴木知美
- 音楽 - 坂本英城[58]
- 音響監督 - えびなやすのり[58]
- プロデューサー - 在原遥子、紅谷佳和、森田淳、野瀬和也、大村恵一、杉本美佳、間取美帆、福留俊
- アニメーションプロデューサー - 児島宏明
- アニメーション制作 - OLM TEAM KOJIMA[58]
- 製作 - 文豪とアルケミスト製作委員会

### 主題歌
「グッド・バイ」
浦島坂田船によるオープニングテーマ。作詞はイシイジロウ、作曲は渡辺翔、編曲は坂本英城。
「藪の中のジンテーゼ」
南條愛乃によるエンディングテーマ。作詞はイシイジロウ、作曲・編曲はElements Gardenの藤間仁。

### 各話リスト
| 話数     | サブタイトル          | 絵コンテ          | 演出       | 作画監督                                | 総作画監督 | 放送日        |
| -------- | --------------------- | ----------------- | ---------- | --------------------------------------- | ---------- | ------------- |
| 第一話   | 走れメロス            | 渡部穏寛          | 渡部穏寛   | 小川茜                                  | 中嶋敦子   | 2020年 4月4日 |
| 第二話   | 桜の森の満開の下 前編 | 渡部穏寛          | 是本晶     | 橋本真希 石丸史典                       | 中嶋敦子   | 4月11日       |
| 第三話   | 桜の森の満開の下 後編 | 久慈悟郎          | 久慈悟郎   | 佐藤和巳 近藤瑠衣                       | 牧孝雄     | 4月18日       |
| 第四話   | 月に吠える 前編       | 渡部穏寛          | 松村樹里亜 | 細田沙織 鞠野黄英 河本美代子 飯嶋友里恵 | 烏宏明     | 5月9日        |
| 第五話   | 月に吠える 後編       | 渡部穏寛          | 石田暢     | 藤原未来夫                              | 中嶋敦子   | 5月16日       |
| 第六話   | 地獄変 前編           | 久慈悟郎          | 久慈悟郎   | 石丸史典 早川麻美 橋本真希              | 牧孝雄     | 5月23日       |
| 第七話   | 地獄変 後編           | 渡部穏寛          | 荒木智子   | 細田沙織 石井ゆみこ 飯嶋友里恵 鞠野黄英 | 烏宏明     | 5月30日       |
| 第八話   | 人間失格 前編         | 久慈悟郎          | 安東大瑛   | 小川茜 近藤瑠衣                         | 中嶋敦子   | 7月4日        |
| 第九話   | 人間失格 後編         | 川越一生          | 川越一生   | 佐藤和巳                                | 牧孝雄     | 7月11日       |
| 第十話   | 藪の中                | 渡部穏寛          | 渡部穏寛   | 早川麻美                                | 中嶋敦子   | 7月18日       |
| 第十一話 | 恩讐の彼方に          | 渡部穏寛 久慈悟郎 | 久慈悟郎   | 石丸史典 Cha Myoung Jun                 | 烏宏明     | 7月25日       |
| 第十二話 | 歯車 前編             | 渡部穏寛          | 是本晶     | 藤原未来夫                              | 牧孝雄     | 8月1日        |
| 第十三話 | 歯車 後編             | 渡部穏寛          | 渡部穏寛   | 小川茜 早川麻美 佐藤和巳 近藤瑠衣       | 中嶋敦子   | 8月8日        |

### 放送局
| 放送期間              | 放送時間                     | 放送局     | 対象地域   | 備考                      |
| --------------------- | ---------------------------- | ---------- | ---------- | ------------------------- |
| 2020年4月4日 - 8月8日 | 土曜 1:23 - 1:53（金曜深夜） | テレビ東京 | 関東広域圏 | 製作参加                  |
|                       | 土曜 2:05 - 2:35（金曜深夜） | テレビ愛知 | 愛知県     |                           |
|                       | 土曜 2:10 - 2:40（金曜深夜） | テレビ大阪 | 大阪府     |                           |
|                       | 土曜 23:00 - 23:30           | AT-X       | 日本全域   | CS放送 / リピート放送あり |

| 配信開始日   | 配信時間        | 配信サイト                                                                                            |
| ------------ | --------------- | --- |
| 2020年4月4日 | 土曜 23:00 更新 | dアニメストア ニコニコ動画 ビデオマーケット ムービーフルPlus Google Rakuten TV                        |
| 2020年4月7日 | 火曜 12:00 更新 | あにてれ Paravi U-NEXT                                                                                |
| 未定         | 未定            | ひかりTV Amazonプライム・ビデオ HAPPY!動画 TSUTAYA TV J:COMオンデマンド auスマートパスプレミアム Hulu |

| テレビ東京 土曜 1:23 - 1:53（金曜深夜） | テレビ東京 土曜 1:23 - 1:53（金曜深夜） | テレビ東京 土曜 1:23 - 1:53（金曜深夜） |
| 前番組                                  | 番組名                                  | 次番組                                  |
| --------------------------------------- | --------------------------------------- | --------------------------------------- |
| 織田シナモン信長                        | 文豪とアルケミスト 〜審判ノ歯車〜       | BEM（再放送）                           |

### BD / DVD
| 巻 | 発売日         | 収録話         | 規格品番  | 規格品番  |
| 巻 | 発売日         | 収録話         | BD        | DVD       |
| -- | -------------- | -------------- | --------- | --------- |
| 1  | 2020年6月26日  | 第1話 - 第4話  | GNXA-2271 | GNBA-2791 |
| 2  | 2020年8月28日  | 第5話 - 第8話  | GNXA-2272 | GNBA-2792 |
| 3  | 2020年10月21日 | 第9話 - 第13話 | GNXA-2273 | GNBA-2793 |

### CD
テレビアニメ関連以外のCDは#関連商品を参照。
| 発売日        | タイトル                                                | 発売元                                      | 規格品番  | 最高位 |
| ------------- | ------------------------------------------------------- | ------------------------------------------- | --------- | ------ |
| 2020年6月26日 | TVアニメ「文豪とアルケミスト ～審判ノ歯車～」劇伴音樂集 | NBCユニバーサル・エンターテイメントジャパン | GNCA-1573 | 49位   |